# (8890) Montaigne
(8890) Montaigne (voorlopige aanduiding 1994 PS37) is een planetoïde in de buitenste planetoïdengordel, die op 10 augustus 1994 werd ontdekt door Eric Walter Elst in het La Silla-observatorium van de Europese Zuidelijke Sterrenwacht. De planetoïde werd in 2002 vernoemd naar de Franse filosoof Michel de Montaigne (1533-1592) .
(8890) Montaigne is een planetoïde van ongeveer 10 km diameter.

## Baan om de Zon
De planetoïde beschrijft een baan om de Zon die gekenmerkt wordt door een perihelium van 2,711 AE en een aphelium van 3,625 AE. De planetoïde heeft een periode van 5,639 jaar (of 2059,65 dagen).